# Булкін Михайло Петрович
Михайло Петрович Булкін (нар. 8 лютого 1991) — український футболіст, півзахисник канадського клубу «Воркута» (Торонто).

## Життєпис
Вихованець хмельницького «Поділля». Дорослу футбольну кар'єру розпочав у 2008 році в складі друголігової білоцерківської «Росі», де зіграв 15 матчів. Пізніше захищав кольори інших друголігових клубів, чернігівської «Десни» та хмельницького «Динамо». У 2012 році підписав контракт з білоцерківським «Арсеналом», який на той час виступав у Першій лізі України. У 2014 році захищав кольори хмельницького «Поділля» в аматорському чемпіонаті України, а наступного року — ФК «Збруч» (Волочиськ) з чемпіонату Хмельницької області. У 2016 році виїхав до Канади, де виступав у складі «Юкрейн Юнайтед» з Канадської футбольної ліги. Після вильоту «Юкрейн» до Другого дивізіону перейшов у «Воркуту» (Торонто).